# Cao Zhibai

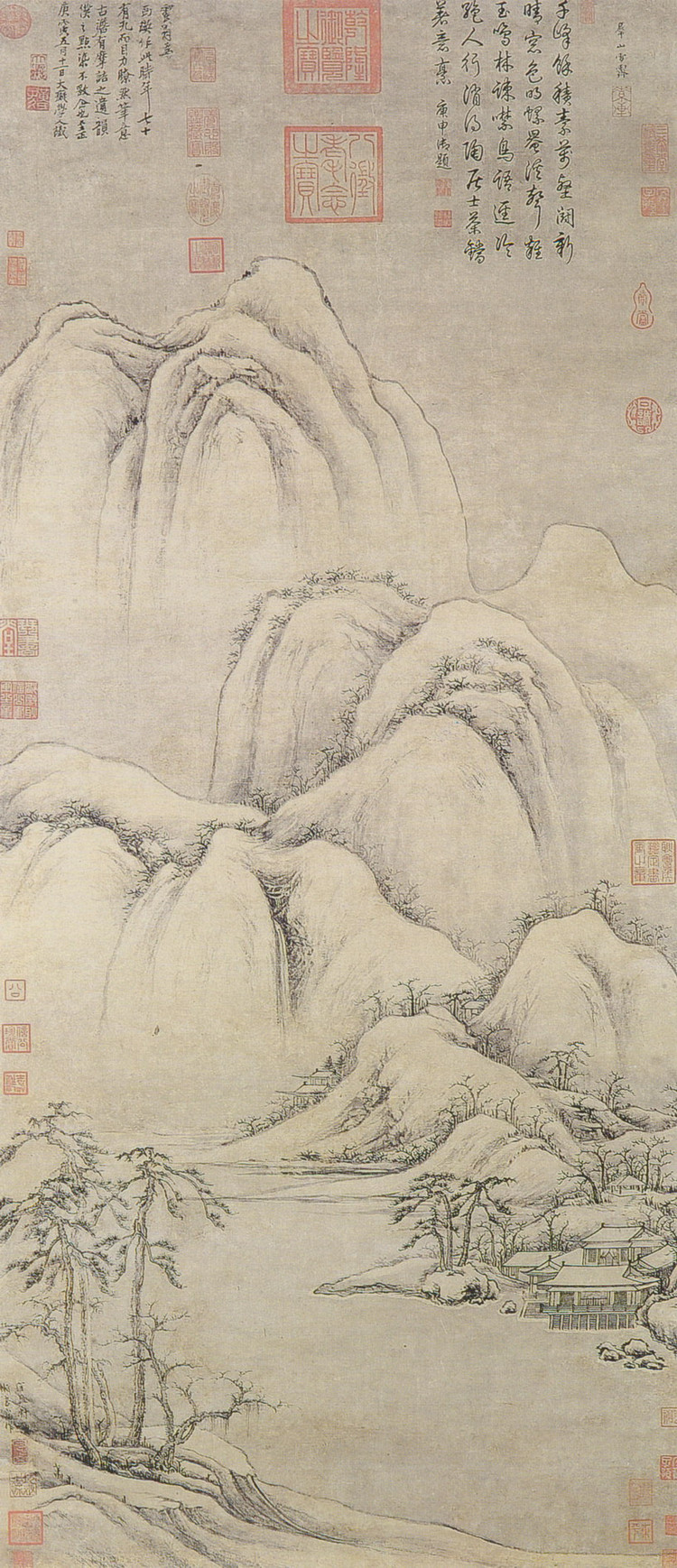
Cao Zhibai, "Retirada de la neu als cims de les muntanyes, Museu Nacional del Palau, Tapei.

Cao Zhibai (Xinès tradicional: 曹知白; pinyin: Cáo Zhībái). Va néixer el 1271 a Huating (actualment Songjiang); Xangai i va morir el 1355). Fou un reconegut pintor i bibliòfil, poeta i enginyer que va viure durant la dinastia Yuan. Era originari de Songjiang, Xangai. De família de funcionaris, de nen es va quedar orfe i fou criat per la seva mare i el seu avi. Va rebre una educació confuciana. Diverses personalitats, quan va residir a Dadu (Khanbalik, avui Pequín), es van interessar per tenir-lo al seu servei per la seva fama com enginyer però ell no va acceptar cap oferta.
Les seves pintures de paisatges, amb traços elegants, són molt notables i estan influenciades per les obres de Guo Xi (seguidor de Li Cheng).